# Castell de Vilalba dels Arcs
El Castell de Vilalba dels Arcs és un castell del municipi de Vilalba dels Arcs (Terra Alta) declarat bé cultural d'interès nacional.

## Descripció
Sembla que les restes del primitiu castell de Vilalba dels Arcs es conserven a l'interior de l'edifici del carrer de l'Església, 4. El mur que correspon a l'antiga façana es pot veure des de l'interior de la casa adjacent, del carrer de Sant Antoni, 2 cantonada amb carrer de l'Església. Aquest mur es conserva en tota la seva alçada (quatre pisos de la casa moderna). Aquesta casa conserva també el que seria una ampliació del castell (tal com es pot veure a la façana del carrer de l'Església). Una segona façana del castell és la que dona al carrer de l'Església, 4. És feta de pedra, però en molts casos irregular. Aquesta façana ha estat totalment alterada amb obertures modernes.
L'antic mur de façana, fet de grans carreus ben escairats, conserva restes d'un portal adovellat, ara tapiat (entre altres elements que tapien la porta hi ha una làpida, malmesa, que sembla tenir la creu del Templa), dues finestres senzilles (una clarament d'arc apuntat, que podria ser del segle xiii) i una finestra conopoal amb calats de guix.
Des de la casa adjacent, per un passadís, s'accedeix al que seria el pati del castell, on es conserven dues arcades apuntades (una de totalment tapiada i l'altra, parcialment, ja que és per on s'accedeix al pati). Els murs d'aquest pati es veuen assentats sobre la roca.
La part d'ampliació del castell que es troba a la casa del carrer de Sant Antoni, 2 té un primer sector (de dalt a baix) que a la part baixa és de carreus i a l'alta de maons. Un segon sector, fet de maçoneria i carreus, és el que forma l'angle dels dos carrers (Església i Sant Antoni).

## Història
Vilalba dels Arcs no figura entre els castells inclosos en la dotació de Miravet del 1153, ni tampoc en la llista de llocs de la seva comanda, continguts en els Costums de Miravet (1319). El primer document conegut que parla de Vilalba dels Arcs és la carta de poblament que el 10 d'abril de 1224 el comanador templer de Miravet i Ribera, Bernat de Campànies, atorga a un grup de quatre pobladors i a qui s'hi volgués afegir. En aquest document es parla ja del castell i del fet que el comanador se'l reserva per a ell. El que no queda clar, però, és si el castell ja existia (ja que el document descriu, com si existissin, diverses instal·lacions de la població entre les quals el castell). Quan el 1236 es dissolgué el districte de Ribera i s'independitzaren de Miravet les comandes filials, Vilalba passà passà a formar part de la casa d'Ascó.
Abans d'aquesta repoblació existia ja un nucli poblat, situat uns 6 quilòmetres més al nord, conegut com a Vilalba la Vella. La població d'aquest antic poblat sembla que anà minvant fins a desaparèixer del tot entre 1359 i 1479. No podem saber del cert si la carta fundacional de Vilalba es refereix a Vilalba la Vella o a l'actual poble de Vilalba.
Del castell de Vilalba dels arcs, n'hi ha referències en documents hospitalers dels segles XVI (1535) i XVII (1647), en els quals se cita l'edifici conegut com a castell. En aquest darrer document consta que el castell era força derruït i espatllat i que una part no tenia coberta. aquesta destrossa sembla conseqüència de l'allotjament de tropes espanyoles i franceses entre els anys 1644 i 1646.